# سعد الطائي
سعد الطائي (1935 - ) هو فنان تشكيلي عراقي، من مواليد محلة الوردية في مدينة الحلة، مركز محافظة بابل، بدأ الرسم وهو في سن السادسة من عمره، حيث كان يحصل على أقلام ملونه من معلمه في المرحلة الابتدائية لكي يلون رسماته، في بداية الخمسينيات سافر الى بيروت ثم بعدها سافر الى إيطاليا ليكمل دراسته في كلية الفنون الجميلة في روما وتخرج منه بشهادة بكالوريوس في الرسم والنحت عام 1957، وفي عام 1955، حاز على جائزة المنظر الإيطالي، وبعد حصوله على شهادة الماجستير عاد الى العراق، شارك في العديد من المعارض الفنية داخل العراق وخارجه، وحاز على جوائز عديدة، وألّف العديد من الكتب والمناهج دراسية لدراسة الفنون التشكيلية.

## عضوية ومناصب
- عضو في جماعة الانطباعيين من عام 1957 حتى 1968.
- قام بتأسيس قسم اللغة الايطالية في كلية اللغات في جامعة بغداد وأول رئيساً للقسم عام 2002.
- عضو في نقابة الفنانين العراقيين.
- عضو في جمعية الصداقة العراقية الايطالية.
- أستاذ متمرس متقاعد في كلية الفنون الجميلة في جامعة بغداد 2009.
- أستاذًا لفن الرسم ورئيس قسم التربية الفنية ورئيس قسم الفنون التشكيلية في كلية الفنون الجميلة في جامعة بغداد.
- رئيس اللجنة الوطنية للفنون التشكيلية التابعة للرابطة الدولية للفنون التشكيلية.[3]

## جوائز
- حائز على جائزة المنظر الإيطالي عام 1955.
- حائز على جائزة ايطاليا للفنون عام 1959.
- حاز على جائزة المصمم المميز عن مسرحية "أوديب ملكا" من المركز العراقي للمسرح عام 1990.
- حاز على وسام الفارس من الجمهورية الإيطالية 2005.

## روابط خارجية
- ملف الفنان على موقع أرشيف الفن العراقي المعلومات